# Tom Sykes
Thomas Edward Sykes, conegut com a Tom Sykes   (Huddersfield, 19 d'agost de 1985), és un pilot de motociclisme anglès que va destacar en competicions de Superbike durant la dècada del 2010. El 2013 en va guanyar el campionat del Món amb una Kawasaki.
Sykes ostenta el rècord de pole positions del mundial de Superbike i ocupa el segon lloc després de Troy Corser pel que fa a curses disputades. Segons va publicar el 2022 el setmanari Motorcycle News, Sykes va obtenir un total de 34 victòries, 114 podis i 51 pole positions en 349 curses al llarg de la seva carrera.

## Carrera esportiva

### Primers anys
Sykes va començar a competir gràcies al seu avi, Peter Brook, que li va deixar una Kawasaki Ninja de 600 cc i li va finançar la participació en la seva primera cursa. Del 2003 al 2006, Sykes va competir a la categoria de Supersport del campionat britànic de Superbike, on acabà vuitè (2003), cinquè (2004), sisè (2005) i subcampió darrere de Cal Crutchlow el 2006.

### BSB (2007-2008)
El 2007 va debutar a la categoria superior del campionat britànic de Superbike (BSB) amb l'equip Stobart Vent-Axia Honda al costat del campió del 2003 Shane Byrne. Va acabar 18 de les primeres 20 rondes, a les quals va obtenir un parell de quarts llocs a Snetterton, el segon lloc a la graella de sortida a Oulton Park, la pole position a Donington Park i els seus dos primers podis al Croft Circuit. Finalment va acabar el campionat en sisè lloc, darrere de Byrne i davant de Leon Camier, tots dos amb Honda.
Després d'aquest èxit el va fitxar l'equip Rizla Suzuki per a la temporada del 2008. Va començar el campionat amb un sisè i un vuitè lloc a Thruxton i la pole position a Oulton Park. Va obtenir podis a Brands Hatch, Donington Park i Snetterton, tots ells en la primera de les dues curses. Més tard, de nou a Oulton Park, va aconseguir les seves dues primeres victòries, seguides d'una tercera a Knockhill. Sykes va obtenir altres podis durant la resta del campionat i va acabar la temporada en quart lloc final, a 2 punts del tercer, Cal Crutchlow.
Durant la temporada va provar una Suzuki de MotoGP, però finalment va entrar a l'equip Yamaha Motor Italia per a disputar el mundial de Superbike sencer el 2009.

### Mundial de Superbike (2008-2021)

#### Suzuki (2008-2009)

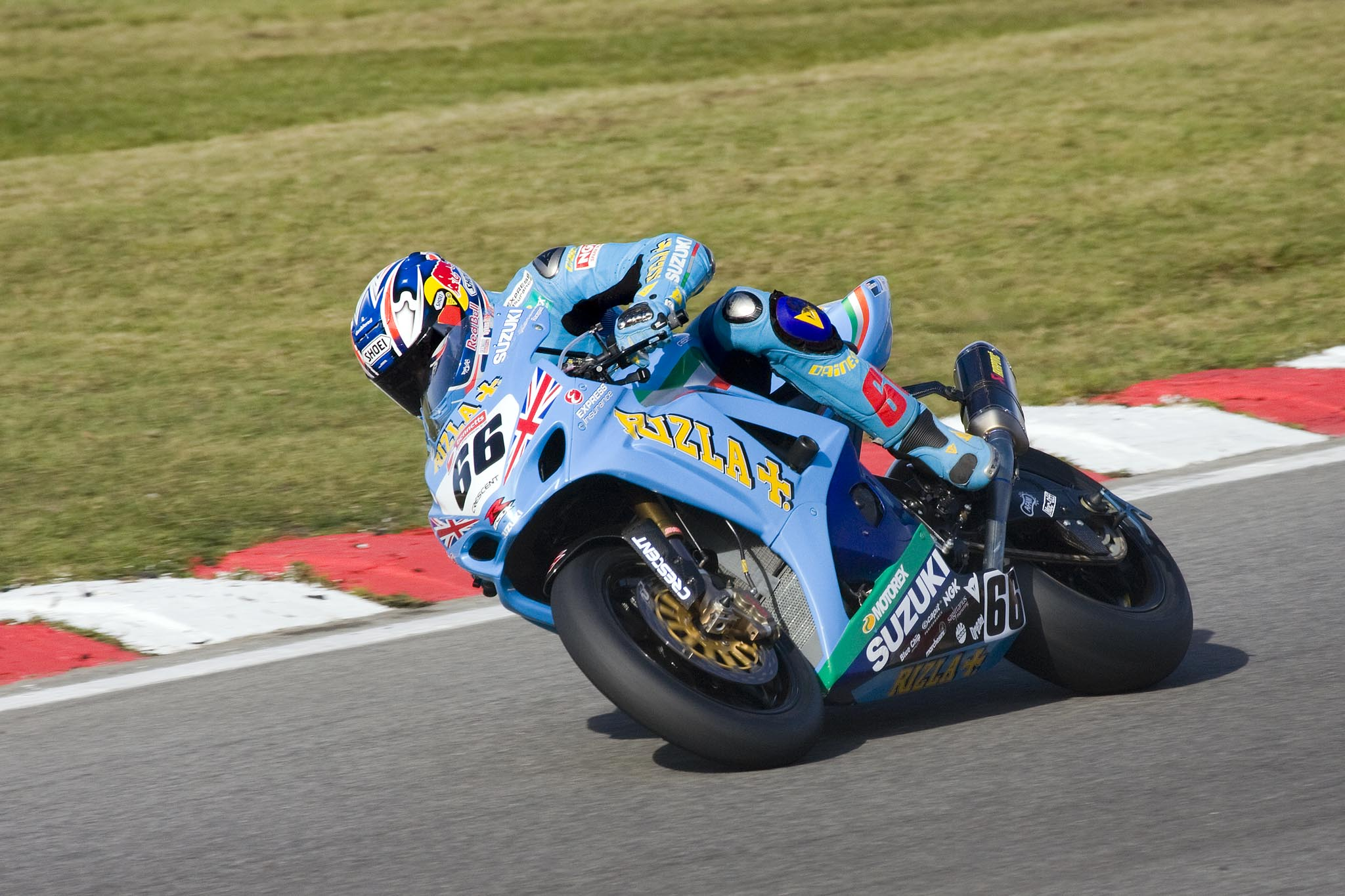
Sykes amb la Suzuki a Brands Hatch el 2008

Sykes va debutar al Campionat del Món de Superbike amb l'equip Rizla Suzuki el 2008 com a wild car a Brands Hatch, on es va classificar sisè a la graella de sortida, per davant de tres Suzuki oficials amb motors més potents, entre elles la de l'aspirant al títol Max Neukirchner. Tot i que es va haver de retirar a la cursa 1 per avaria, va acabar sisè a la cursa 2. Va tornar a córrer com a comodí a Donington Park, on va tornar a sorprendre en classificar-se a la segona fila de la graella. Anava liderant la cursa 1 quan aquesta es va interrompre a causa de l'oli vessat per la Yamaha de Noriyuki Haga. Sabent que havia d'acabar a 4 segons de Troy Bayliss per guanyar la cursa global, Sykes va liderar la segona cursa fins que va frenar el ritme en malinterpretar un senyal de precaució, cosa que el va fer quedar finalment segon darrere de Bayliss. Tot i que a la segona cursa no va ser tant competitiu, Sykes va sortir de Donington Park com a pilot revelació. L'11 de setembre d'aquell any va signar un contracte amb l'equip Yamaha Motor Italia per a competir al mundial la temporada del 2009, amb opció de renovació en funció dels resultats.[10]
El 2009, Sykes va protagonitzar una temporada mediocre mentre que el seu company d'equip, Ben Spies, va dominar el campionat, de manera que Yamaha no renovà l'anglès, sinó que va contractar en lloc seu els també britànics James Toseland i Cal Crutchlow. Sykes va fitxar aleshores per l'equip Paul Bird Motorsport Kawasaki per a l'any 2010. En paraules seves: «Serà un repte, però estic desitjant-ho. Penso que amb allò que hi ha a l'equip podrem fer una bona feina».

#### Kawasaki (2010-2018)

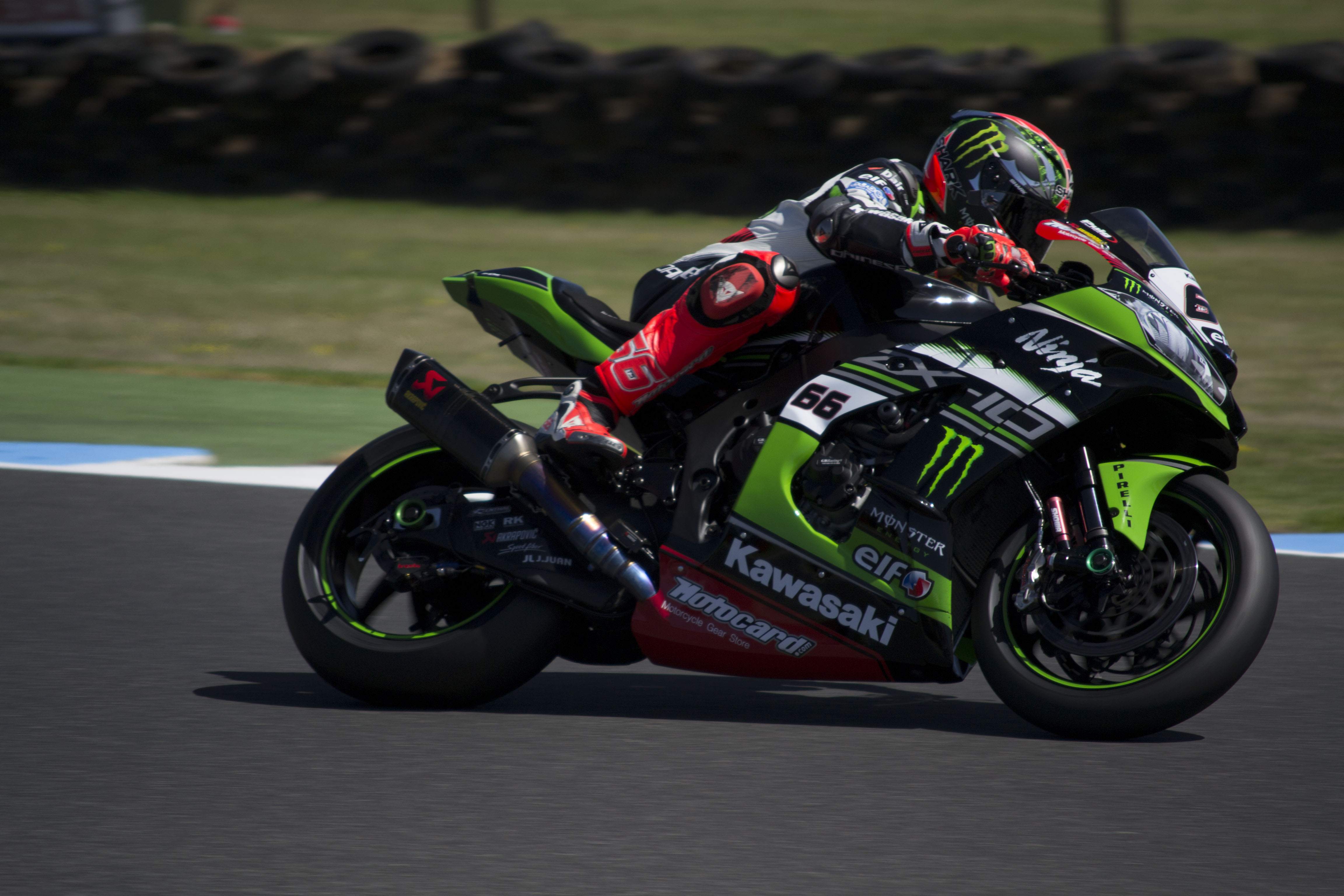
Sykes amb la Kawasaki a Phillip Island el 2017

El 2010, la Kawasaki va ser poc competitiva. Tot i així, Sykes va aconseguir un cinquè lloc a Monza. Va ser el líder de l'equip de Kawasaki durant gran part de l'any, mentre que el més experimentat Chris Vermeulen havia de superar una lesió al genoll que va patir a la primera ronda, Phillip Island. Malgrat les especulacions sobre el seu futur amb l'equip, Sykes va anar al Japó a ajudar en el desenvolupament de la ZX-10R, la moto que havia de debutar al campionat el 2011. Aquell any, a més, va córrer com a comodí amb l'equip a la ronda de Brands Hatch del Campionat Britànic de Superbike.
L'últim cap de setmana de la temporada del mundial, Sykes va confirmar que havia signat un contracte d'un any amb Kawasaki per a competir amb l'equip de fàbrica al mundial de Superbike del 2011. Aquell any, va aconseguir la seva primera victòria al mundial a la cursa 2 de Nürburgring i va acabar el campionat en tretzena posició.
La temporada següent, 2012, Sykes va ser subcampió després de perdre el títol per només mig punt enfront Max Biaggi. El 2013, finalment, es va proclamar campió del món de Superbike.
Després de la seva quarta posició al mundial de Superbike del 2018, Sykes va abandonar l'equip oficial de Kawasaki de mutu acord amb la fàbrica.

#### BMW (2019-2021)

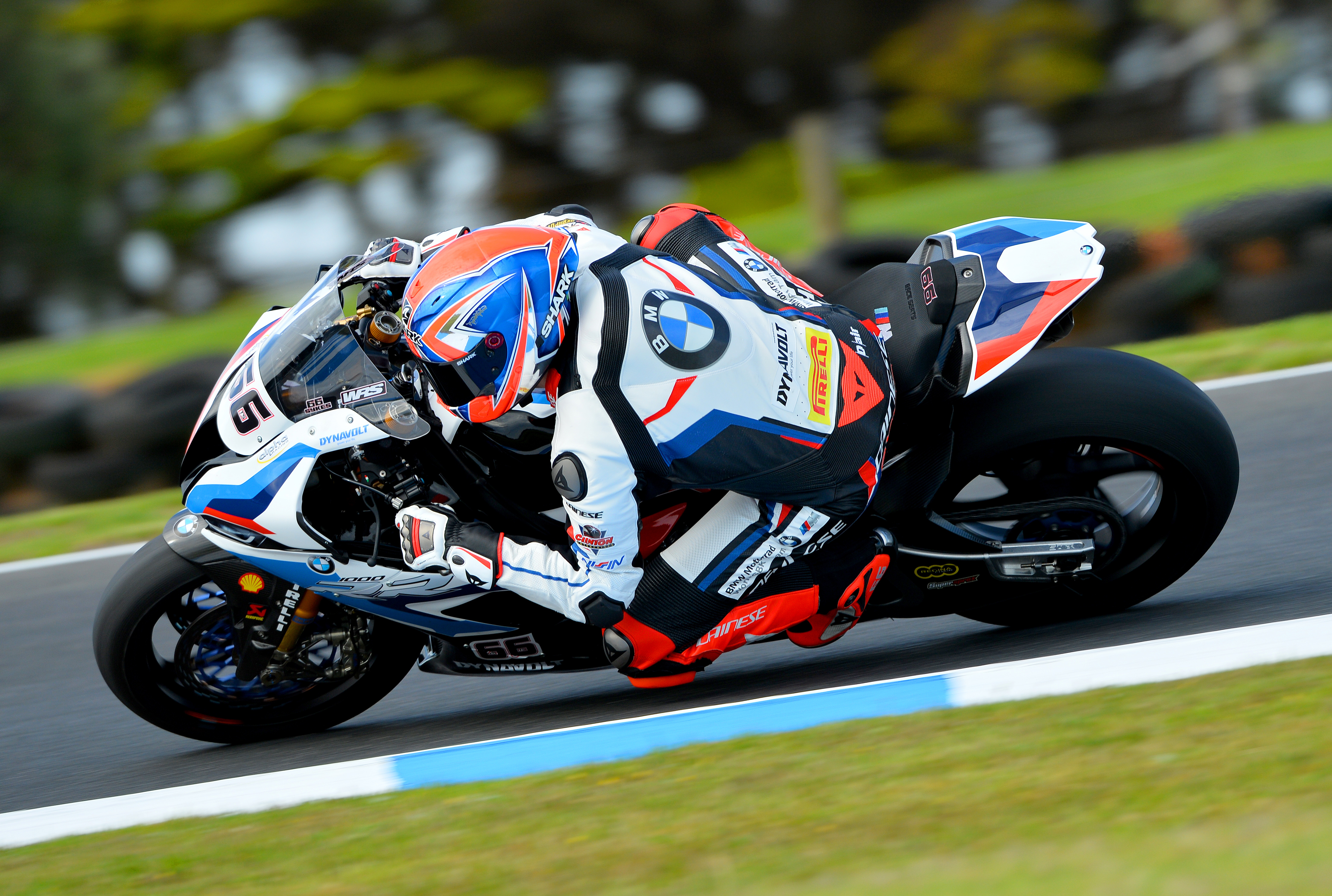
Sykes amb la BMW a Phillip Island el 2020

A partir del 2019, Sykes va passar a córrer amb una BMW de l'equip Shaun Muir Racing, fins que BMW Motorsport el tragué de l'equip durant la temporada del 2021 alhora que anuncià que havia contractat Scott Redding per al 2022.

### Retorn (2023)
Després d'un any en blanc, Sykes va signar un contracte amb l'equip satèl·lit Puccetti Kawasaki Racing per a competir al mundial de Superbike a partir del 2023.

## Resultats al Mundial de Superbike
Barem de puntuació de 1993 ençà:
| Posició         | 1  | 2  | 3  | 4  | 5  | 6  | 7 | 8 | 9 | 10                   | 11                   | 12                   | 13                   | 14                   | 15                   |                      |
| Curses 1 i 2    | 25 | 20 | 16 | 13 | 11 | 10 | 9 | 8 | 7 | 6                    | 5                    | 4                    | 3                    | 2                    | 1                    |                      |
| Cursa Superpole | 12 | 9  | 7  | 6  | 5  | 4  | 3 | 2 | 1 | [ Nota Superpole 1 ] | [ Nota Superpole 1 ] | [ Nota Superpole 1 ] | [ Nota Superpole 1 ] | [ Nota Superpole 1 ] | [ Nota Superpole 1 ] | [ Nota Superpole 1 ] |

1. ↑  La cursa Superpole va ser introduïda la temporada del 2019

(Ids. Rondes | Llegenda) (Curses en negreta indiquen pole; curses en  itàlica indiquen volta ràpida)
| Any  | Moto     | 1      | 1       | 2       | 2       | 3       | 3       | 4       | 4       | 5     | 5      | 6       | 6      | 7      | 7       | 8       | 8      | 9       | 9       | 10      | 10      | 11    | 11      | 12    | 12      | 13      | 13      | 14      | 14      | Pos. | Pts   |
| Any  | Moto     | C1     | C2      | C1      | C2      | C1      | C2      | C1      | C2      | C1    | C2     | C1      | C2     | C1     | C2      | C1      | C2     | C1      | C2      | C1      | C2      | C1    | C2      | C1    | C2      | C1      | C2      | C1      | C2      | Pos. | Pts   |
| ---- | -------- | ------ | ------- | ------- | ------- | ------- | ------- | ------- | ------- | ----- | ------ | ------- | ------ | ------ | ------- | ------- | ------ | ------- | ------- | ------- | ------- | ----- | ------- | ----- | ------- | ------- | ------- | ------- | ------- | ---- | ----- |
| 2008 | Suzuki   | QAT    | QAT     | AUS     | AUS     | SPA     | SPA     | NED     | NED     | ITA   | ITA    | USA     | USA    | GER    | GER     | SMR     | SMR    | CZE     | CZE     | GBR Ret | GBR 7   | EUR 2 | EUR 10  | ITA   | ITA     | FRA     | FRA     | POR     | POR     | 21è  | 35    |
| 2009 | Yamaha   | AUS 10 | AUS 10  | QAT 7   | QAT 5   | SPA 7   | SPA 10  | NED 4   | NED 6   | ITA 6 | ITA 6  | RSA 10  | RSA 9  | USA 13 | USA 9   | SMR 8   | SMR 7  | GBR Ret | GBR 5   | CZE Ret | CZE 7   | GER 9 | GER 8   | ITA 9 | ITA 12  | FRA Ret | FRA Ret | POR DNS | POR DNS | 9è   | 176   |
| 2010 | Kawasaki | AUS 13 | AUS Ret | POR 15  | POR 13  | SPA 11  | SPA 15  | NED 12  | NED Ret | ITA 9 | ITA 5  | RSA 16  | RSA 14 | USA 13 | USA 14  | SMR 15  | SMR 16 | CZE 11  | CZE Ret | GBR 18  | GBR 14  | GER 5 | GER 7   | ITA 6 | ITA 4   | FRA 7   | FRA 11  |         |         | 14è  | 106   |
| 2011 | Kawasaki | AUS 8  | AUS 9   | EUR Ret | EUR 12  | NED 14  | NED 11  | ITA 13  | ITA 11  | USA 6 | USA 10 | SMR 4   | SMR 14 | SPA 5  | SPA Ret | CZE 10  | CZE 14 | GBR DNS | GBR DNS | GER 11  | GER 1   | ITA 4 | ITA Ret | FRA 8 | FRA Ret | POR 10  | POR Ret |         |         | 13è  | 141   |
| 2012 | Kawasaki | AUS 4  | AUS 3   | ITA 2   | ITA 2   | NED Ret | NED 6   | ITA C   | ITA 1   | EUR 3 | EUR 3  | USA 8   | USA 5  | SMR 4  | SMR 7   | SPA Ret | SPA 8  | CZE 2   | CZE 2   | GBR 8   | GBR 12  | RUS 1 | RUS 2   | GER 4 | GER 5   | POR 1   | POR Ret | FRA 3   | FRA 1   | 2n   | 357.5 |
| 2013 | Kawasaki | AUS 5  | AUS 5   | SPA Ret | SPA 3   | NED 1   | NED 2   | ITA 2   | ITA 3   | GBR 1 | GBR 1  | POR 3   | POR NC | ITA 1  | ITA 1   | RUS Ret | RUS C  | GBR 11  | GBR 7   | GER 1   | GER 4   | TUR 3 | TUR 2   | USA 1 | USA 4   | FRA 1   | FRA 1   | SPA 3   | SPA 2   | 1r   | 447   |
| 2014 | Kawasaki | AUS 7  | AUS 3   | SPA 1   | SPA 1   | NED 2   | NED 4   | ITA 3   | ITA 5   | GBR 1 | GBR 1  | MAL Ret | MAL 3  | SMR 1  | SMR 1   | POR 1   | POR 8  | USA 3   | USA 1   | SPA 5   | SPA 3   | FRA 4 | FRA 4   | QAT 3 | QAT 3   |         |         |         |         | 2n   | 410   |
| 2015 | Kawasaki | AUS 6  | AUS 4   | THA 3   | THA 5   | SPA 3   | SPA Ret | NED 5   | NED 5   | ITA 2 | ITA 2  | GBR 1   | GBR 1  | POR 2  | POR 8   | SMR 1   | SMR 5  | USA 2   | USA 2   | MAL 5   | MAL 14  | SPA 1 | SPA 5   | FRA 2 | FRA 3   | QAT 3   | QAT 3   |         |         | 3r   | 399   |
| 2016 | Kawasaki | AUS 5  | AUS 6   | THA 2   | THA 1   | SPA 3   | SPA 2   | NED Ret | NED 2   | ITA 3 | ITA 3  | MAL 1   | MAL 8  | GBR 1  | GBR 1   | ITA 2   | ITA 2  | USA 2   | USA 1   | GER 2   | GER 12  | FRA 3 | FRA 3   | SPA 2 | SPA 3   | QAT 4   | QAT 2   |         |         | 2n   | 447   |
| 2017 | Kawasaki | AUS 3  | AUS 6   | THA 3   | THA 2   | ARA 3   | ARA 4   | NED 2   | NED 2   | ITA 4 | ITA 3  | GBR 1   | GBR 2  | ITA 1  | ITA 3   | USA 3   | USA 2  | GER 3   | GER 4   | POR DNS | POR DNS | FRA 3 | FRA 7   | SPA 3 | SPA 5   | QAT 6   | QAT Ret |         |         | 3r   | 373   |
| 2018 | Kawasaki | AUS 2  | AUS 4   | THA 6   | THA Ret | SPA 6   | SPA 6   | NED 4   | NED 1   | ITA 2 | ITA 3  | GBR 3   | GBR 6  | CZE 3  | CZE 16  | USA 7   | USA 8  | ITA 5   | ITA 5   | POR 5   | POR 5   | FRA 2 | FRA 4   | ARG 6 | ARG 5   | QAT 2   | QAT C   |         |         | 4t   | 314   |

| Any  | Moto     | 1       | 1       | 1       | 2      | 2       | 2       | 3       | 3      | 3      | 4       | 4      | 4       | 5       | 5      | 5       | 6       | 6      | 6       | 7       | 7       | 7      | 8      | 8       | 8      | 9     | 9       | 9       | 10     | 10    | 10    | 11    | 11    | 11    | 12    | 12    | 12      | 13      | 13     | 13     | Pos. | Pts |
| Any  | Moto     | C1      | CS      | C2      | C1     | CS      | C2      | C1      | CS     | C2     | C1      | CS     | C2      | C1      | CS     | C2      | C1      | CS     | C2      | C1      | CS      | C2     | C1     | CS      | C2     | C1    | CS      | C2      | C1     | CS    | C2    | C1    | CS    | C2    | C1    | CS    | C2      | C1      | CS     | C2     | Pos. | Pts |
| ---- | -------- | ------- | ------- | ------- | ------ | ------- | ------- | ------- | ------ | ------ | ------- | ------ | ------- | ------- | ------ | ------- | ------- | ------ | ------- | ------- | ------- | ------ | ------ | ------- | ------ | ----- | ------- | ------- | ------ | ----- | ----- | ----- | ----- | ----- | ----- | ----- | ------- | ------- | ------ | ------ | ---- | --- |
| 2019 | BMW      | AUS 7   | AUS 11  | AUS 13  | THA 9  | THA 10  | THA Ret | SPA 5   | SPA 5  | SPA 12 | NED 10  | NED C  | NED 7   | ITA Ret | ITA 8  | ITA C   | SPA 6   | SPA 5  | SPA 7   | ITA 2   | ITA Ret | ITA 6  | GBR 2  | GBR Ret | GBR 7  | USA 4 | USA 3   | USA 5   | POR 13 | POR 7 | POR 9 | FRA 3 | FRA 8 | FRA 8 | ARG 7 | ARG 9 | ARG Ret | QAT Ret | QAT 12 | QAT 12 | 8è   | 223 |
| 2020 | BMW      | AUS 9   | AUS 6   | AUS 10  | SPA NC | SPA 6   | SPA 11  | POR 8   | POR 6  | POR 7  | SPA Ret | SPA 15 | SPA 12  | SPA 10  | SPA 9  | SPA Ret | SPA Ret | SPA 9  | SPA 5   | FRA Ret | FRA 20  | FRA 10 | POR 10 | POR 11  | POR 10 |       |         |         |        |       |       |       |       |       |       |       |         |         |        |        | 12è  | 88  |
| 2021 | BMW      | SPA 6   | SPA Ret | SPA 4   | POR 14 | POR 7   | POR 8   | ITA 8   | ITA 7  | ITA 12 | GBR 4   | GBR 2  | GBR 3   | NED 7   | NED 7  | NED 15  | CZE 9   | CZE 5  | CZE 9   | SPA 6   | SPA 6   | SPA 5  | FRA 9  | FRA 12  | FRA 10 | SPA 8 | SPA Ret | SPA Ret | SPA    | SPA   | SPA   | POR   | POR   | POR   | ARG   | ARG   | ARG     | INA 10  | INA C  | INA 5  | 11è  | 184 |
| 2023 | Kawasaki | AUS Ret | AUS 20  | AUS Ret | INA 18 | INA Ret | INA Ret | NED Ret | NED 19 | NED 15 | SPA 17  | SPA 19 | SPA Ret |         |        |         |         |        |         |         |         |        |        |         |        |       |         |         |        |       |       |       |       |       |       |       |         |         |        |        | 20è  | 11  |
| 2023 | BMW      |         |         |         |        |         |         |         |        |        |         |        |         | EMI 16  | EMI 20 | EMI 13  | GBR 9   | GBR 18 | GBR Ret | ITA     | ITA     | ITA    | CZE    | CZE     | CZE    | FRA   | FRA     | FRA     | SPA    | SPA   | SPA   | POR   | POR   | POR   | JER   | JER   | JER     |         |        |        | 20è  | 11  |